# Sossego (Paraíba)
Sossego é um município brasileiro do estado da Paraíba. Está localizado na Região Geográfica Imediata de Cuité-Nova Floresta e integrante da Região Metropolitana de Barra de Santa Rosa. De acordo com o Instituto Brasileiro de Geografia e Estatística (IBGE), sua área territorial é de aproximadamente 155 km² e, no ano de 2019, sua população foi estimada em 3.555 habitantes.

## Geografia
O município está incluído na área geográfica de abrangência do semiárido brasileiro, definida pelo Ministério da Integração Nacional em 2005.  Esta delimitação tem como critérios o índice pluviométrico, o índice de aridez e o risco de seca.

### Clima
Dados do Departamento de Ciências Atmosféricas, da Universidade Federal de Campina Grande, mostram que Sossego apresenta um clima com média pluviométrica anual de 554,3 mm e temperatura média anual de 22,5 °C.
| Dados climatológicos para Sossego             | Dados climatológicos para Sossego | Dados climatológicos para Sossego | Dados climatológicos para Sossego | Dados climatológicos para Sossego | Dados climatológicos para Sossego | Dados climatológicos para Sossego | Dados climatológicos para Sossego | Dados climatológicos para Sossego | Dados climatológicos para Sossego | Dados climatológicos para Sossego | Dados climatológicos para Sossego | Dados climatológicos para Sossego | Dados climatológicos para Sossego |
| Mês                                           | Jan                               | Fev                               | Mar                               | Abr                               | Mai                               | Jun                               | Jul                               | Ago                               | Set                               | Out                               | Nov                               | Dez                               | Ano                               |
| --------------------------------------------- | --------------------------------- | --------------------------------- | --------------------------------- | --------------------------------- | --------------------------------- | --------------------------------- | --------------------------------- | --------------------------------- | --------------------------------- | --------------------------------- | --------------------------------- | --------------------------------- | --------------------------------- |
| Temperatura máxima média (°C)                 | 30,3                              | 29,8                              | 29,2                              | 28,3                              | 26,9                              | 25,7                              | 25,5                              | 26,6                              | 28,1                              | 29,8                              | 30,4                              | 30,5                              | 28,4                              |
| Temperatura média (°C)                        | 23,8                              | 23,7                              | 23,5                              | 23,0                              | 22,2                              | 21,2                              | 20,6                              | 20,8                              | 21,7                              | 22,8                              | 23,5                              | 23,7                              | 22,5                              |
| Temperatura mínima média (°C)                 | 19,7                              | 20,1                              | 20,0                              | 19,7                              | 19,0                              | 17,8                              | 16,7                              | 16,7                              | 17,6                              | 18,4                              | 19,0                              | 19,5                              | 18,7                              |
| Chuva (mm)                                    | 27,6                              | 63,0                              | 104,7                             | 155,3                             | 62,5                              | 35,4                              | 51,6                              | 12,8                              | 9,1                               | 5,4                               | 1,9                               | 14,8                              | 554,3                             |
| Fonte: Departamento de Ciências Atmosféricas. |                                   |                                   |                                   |                                   |                                   |                                   |                                   |                                   |                                   |                                   |                                   |                                   |                                   |